# 芥川 (大阪府)

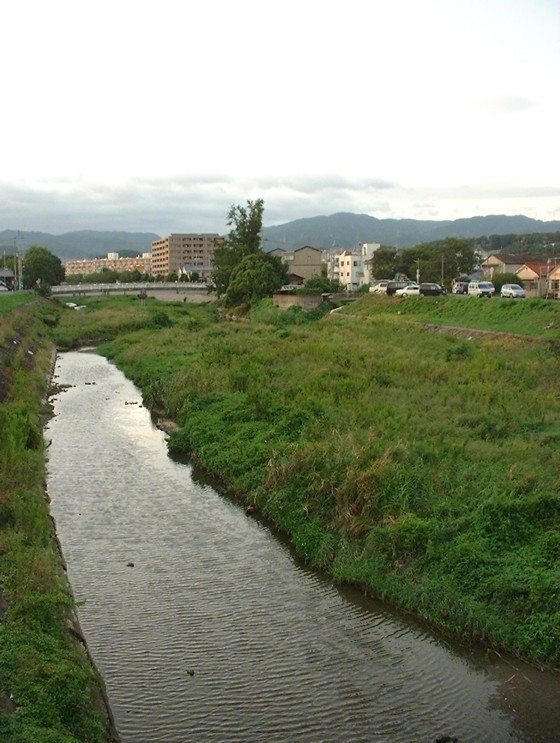
高槻市川西町国道171号から上流方向

芥川（あくたがわ）は、主に大阪府高槻市を流れる淀川水系の一級河川。
名称の由来は阿久刀神社の荘園の川、阿久刀川から転じたものであると言われる。
伊勢物語の第六段に書かれている川との説がある。

## 地理
大阪府と京都府の府境界にある摂丹山地を源流とし、高槻市を北から南に縦断し、下流部で女瀬川を合わせて枚方大橋下流側で淀川に注ぐ一級河川である。
芥川の源流は明神ヶ岳（標高524m）付近を源とする田能川と、小塩山（標高642m）付近を源とする出灰（いずりは）川の2つの支流からなる。
上流部の摂津峡は高槻市市街地の北端にあり、桜の名所として知られ、ハイキングコースが整備されている。
中流部で旧西国街道と交わるあたりは宿場町として栄え、芥川は六宿駅の一つに数えられる。
女瀬川との合流付近から下流はやや天井川となっており、国土交通省による直轄河川となる。

## 流入河川
芥川へ流入する河川は、上流から順に出灰川、田能川、萩谷川、西山川、真如寺川、真上都市下水路、女瀬川、新川である。

## 流域の自治体
大阪府
高槻市
京都府
京都市西京区

## 主な水害
- 1953年（昭和28年）9月の台風13号による淀川洪水では女瀬川との合流点付近で破堤。芥川右岸の堤防が約150mにわたって破れたため、富田町、三箇牧村、味生村（現在の摂津市別府、一津屋あたり）一帯の約1,700ha(17km2)が浸水した。

## 歌枕
芥川は歌枕として歌人に詠まれてきた。
- はつかにも君をみしまの芥川あくとや人のおとづれもせぬ（伊勢）
- 人をとく芥川てふ津の国の名には違はぬ物にぞありける（拾遺和歌集）